# Новокщеновы
Новокщеновы (Новокшеновы, Новокщёновы) — дворянский род.
Происходит от Ивана Григорьевича Новокщенова, убитого при взятии Казани (1552).
Никита Иванович Новокщенов воевода в Васильгороде (1556).
Николай Никитич Новокщенов (ум. 1637) думный дьяк (1611), находился при размежевании границ со Швецией (1616—1617), дворянин московский (1627—1629), постригся (1639), умер в монашестве (1637).
Воин Афанасьевич Новокщенов воевода в Мангазее (1615—1617), Муроме и Гдове, московский дворянин (1627—1629).
В XVII веке многие Новокщеновы служили стольниками и стряпчими.
Род Новокщеновы внесён в II, VI части родословных книг Владимирской (6.1791), Тверской (6.1822), Витебской (2.1848) и Тульской (6.1817) губерний.

## Известные представители
- Новокщенов Микулай — дьяк, воевода на Двине (1606).
- Новокщенов Пётр — воевода в Вологде (1612).
- Новокщенов Иван Афанасьевич — воевода в Мангазее (1613—1615).
- Новокщенов Никита Николаевич — стряпчий с платьем (1627—1629).
- Новокщенов Николай Никитич — воевода в Перми (1630).
- Новокщенов Алексей Фёдорович — московский дворянин (1660—1668).
- Новокщеновы: Яков и Андрей Михайловичи — стольники царицы Евдокии Фёдоровны (1692).
- Новокщеновы: Михаил Акимович, Гаврила Ильин, Яков и Ларион Алексеевичи — стряпчие (1692).
- Новокщеновы: Яков Никитич, Фёдор Фёдорович, Лукьян Ильин, Андрей Семёнович — московские дворяне (1678—1692)[1][2].